# Smalspoortunnel De Hondsdiek
De Smalspoortunnel Hondsdiek is een rijksmonument in het stadsdeel Tegelen in de Nederlandse gemeente Venlo. Het is gelegen in de bossen nabij de kern Heide aan de Snelle Sprong.
Het smalspoor werd gebruikt om klei vanuit een kleigroeve te vervoeren naar een kleifabriek. De tunnel werd in 1920 aangelegd in opdracht van de N.V. Tiglia Kleiwarenfabriek (vanaf 1936 Russel-Tiglia) en is opgetrokken in een eenvoudige stijl. Het smalspoor zelf is inmiddels verdwenen, maar de tunnel bestaat nog als zichtbaar element in het landschap.
Meerdere kleiwarenfabrikanten in Tegelen onttrokken klei uit de steilrand tussen het midden- en hoogterras en vervoerde deze klei vervolgens middels smalsporen naar de eigen fabrieken. Het grondstoffentransport leidde tot de eerste mechanisatie van de Tegelse keramiekindustrie, met smalsporen tussen de groeven op de steilrand en de fabrieken in de kern van Tegelen. Deze mechanisatie was van grote betekenis voor de Tegelse industrie, die tot kort na de Tweede Wereldoorlog voortduurde. De smalsporen hadden bijna allemaal een spoorwijdte van 600 millimeter. Alleen het smalspoor van steenfabriek Canoy-Herfkens was 900 millimeter.